# Joonas Vihko
Joonas Vihko, född den 6 april 1981 i Helsingfors, är en finländsk hockeyspelare som för närvarande spelar för Ilves i FM-ligan.

## Karriär
Joonas Vihko är skolad av moderklubben Kiekko-Vantaa, men flyttades som A-junior upp till finska högstaligan, SM-liiga, för spel i HIFK. Vihko spelade sina första matcher i ligan säsongen 2000-2001. Sitt genombrott fick han säsongen 2001-2002 då han gjorde 13 mål och 11 assist. Samma säsong valdes han till årets nykomling. Intresset från utlandet väcktes också då han draftades av NHL-klubben Mighty Ducks of Anaheim år 2002.
Efter denna lyckade säsong fortsatte inte utvecklingskurvan spikrakt uppåt utan Vihko stannade i utvecklingen och de kommande säsongerna var smärre besvikelser. Inför säsongen 05-06 flyttade han till ett annat klubblag i finska högstaserien, SaiPa. Där fortsatte Vihkos utveckling och han fick spela i förstakedjan och producerade den säsongen 29 poäng på 42 matcher. Till säsongen 06-07 flyttade han till mästarlaget HPK där han har haft lyckade säsonger. Sista säsongen i HPK (2009-2010) gjorde han 40 poäng på 50 matcher och var en pålitlig poängmakare även i slutspelet där han gjorde 14 poäng och var en av de tongivande spelarna i laget, som dock ej lyckades knipa guldet utan fick nöja sig med silvret.
Joonas Vihko bestämde sig inför säsongen 2010-2011 för att ta ett nytt steg i karriären med spel utomlands. Valet föll till slut på Luleå HF i Elitserien. Han har skrivit under ett tvåårskontrakt med klubben. Luleås sportchef Lars "Osten" Bergström undanhöll länge vem hans hemliga "utländska forward med spetskompetenser" var.

## Meriter
- SM-liiga - Silvermedalj 2010
- SM-liiga - Bronsmedalj 2007
- SM-liiga - Månadens spelare (februari) 2006
- SM-liiga - Bronsmedalj 2004
- SM-liiga - Årets rookie 2002

## Klubbar
- Kiekko-Vantaa Jr. A 1996–1997
- HIFK Jr. A / HIFK 1998–2006
- SaiPa 2005–2005
- HPK 2006–2010, 2013–2015
- Luleå HF 2010–2013
- Ilves 2015–